# Krucifix (Hylváty)
Klasicistní pískovcový krucifix se od roku 1819 nalézá na prostranství před kaplí svaté Anny v Hylvátech, místní části okresního města Ústí nad Orlicí. Krucifix je od roku 1958 chráněn jako nemovitá kulturní památka ČR.

## Popis
Pískovcový kříž vysoký 5 m stojí v pískovcovém ohrazení na prostranství před kaplí svaté Anny v Hylvátech.
Uprostřed obdélného pískovcového ohrazení tvořeného balustrádou s mělce vydutým čelem stojí na nízkém hranolovém, nahoře okoseném podstavci pilíř s boky ozdobenými volutami a zakončený nahoře vzhůru prohnutou profilovanou římsou s holubicí (Duchem svatým). Na čelní straně pilíře je umístěn reliéf Bolestné Panny Marie se sepjatýma rukama.
Na hranolovém podstavci je na přední straně dochován dekorativní obdélný rámec s nečitelným německým nápisem. Na zadní hladké straně podstavce je mělký rámeček po nedochované nápisové desce, pod ní je vyryto vročení 1819. 
Na římse pilíře stojí další užší pilíř. Dole na přední straně tohoto pilíře jsou reliéfy lebky, hnátů a hada. Nad tím jsou reliéfy hlav andílků a v kruhovém terči je pak zobrazeno Srdce páně. Pilíř je nahoře zakončen profilovanou římsou.
Na římse stojí na nízkém podstavci kříž s pískovcovým korpusem Krista a nápisem INRI nad jeho hlavou. Kříž má krátká, trojitě zakončená ramena.
V roce 2017 prošel krucifix celkovým restaurováním.

## Fotogalerie

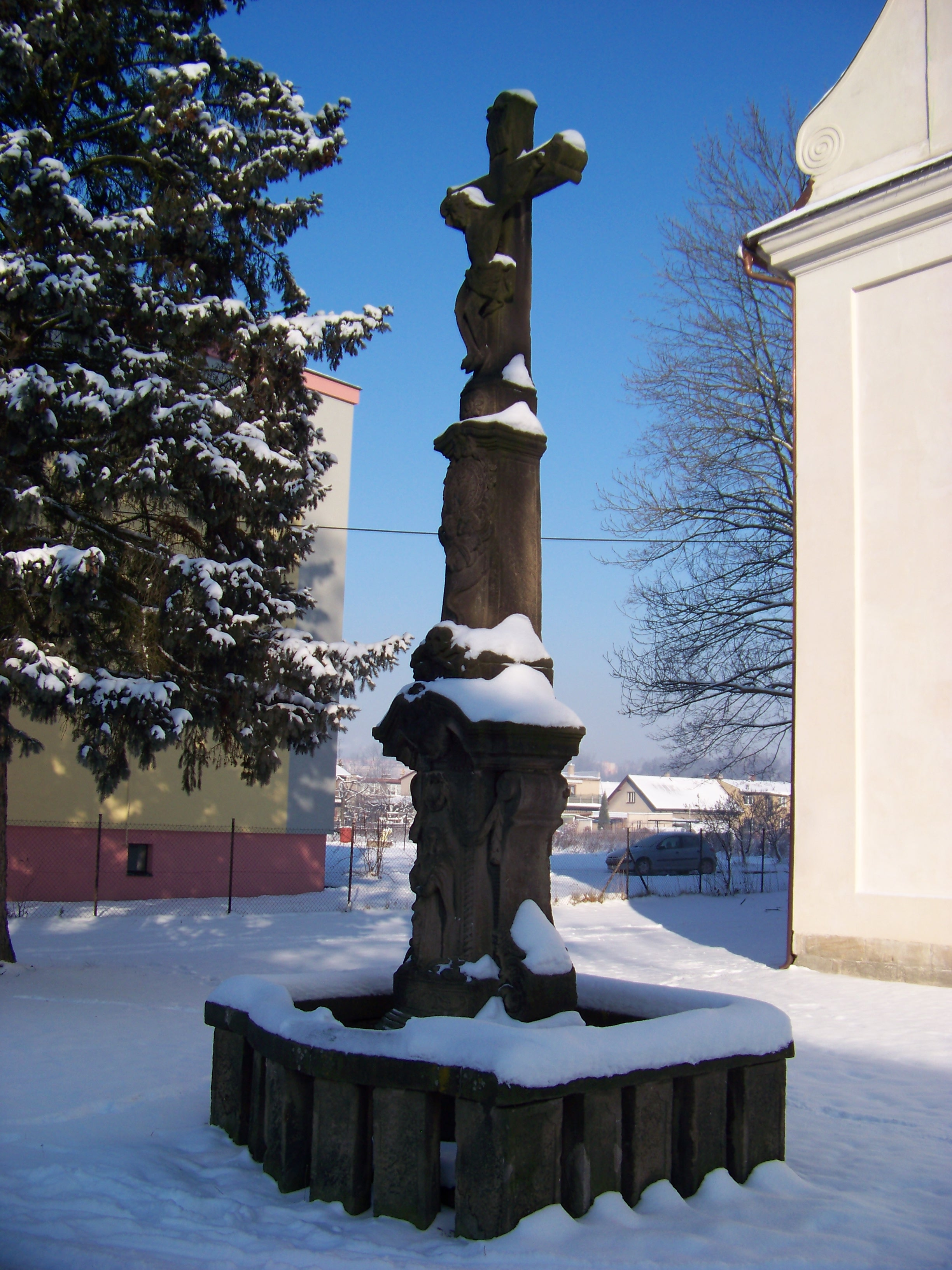
krucifix v zimě roku 2012
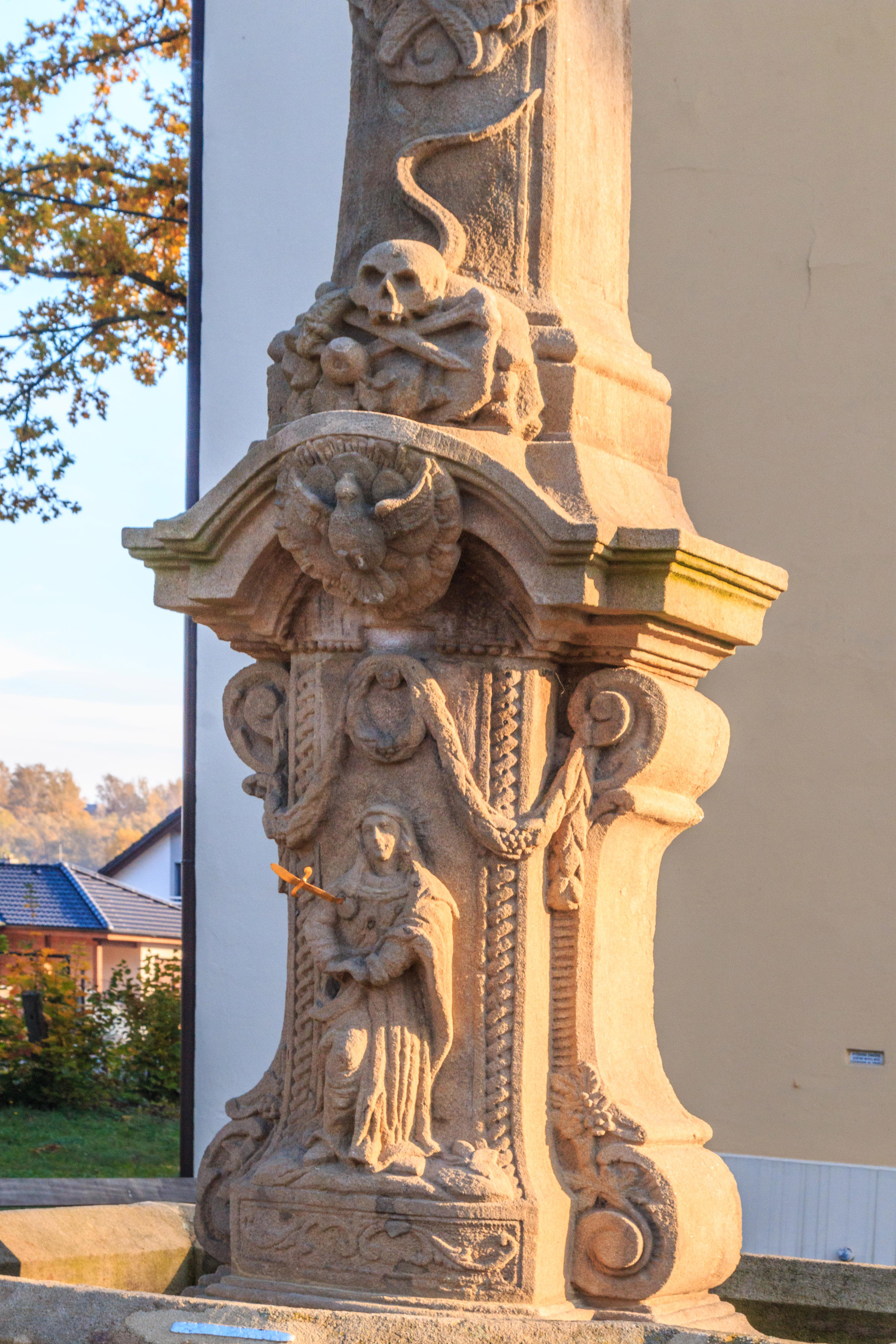
detail krucifixu v roce 2019
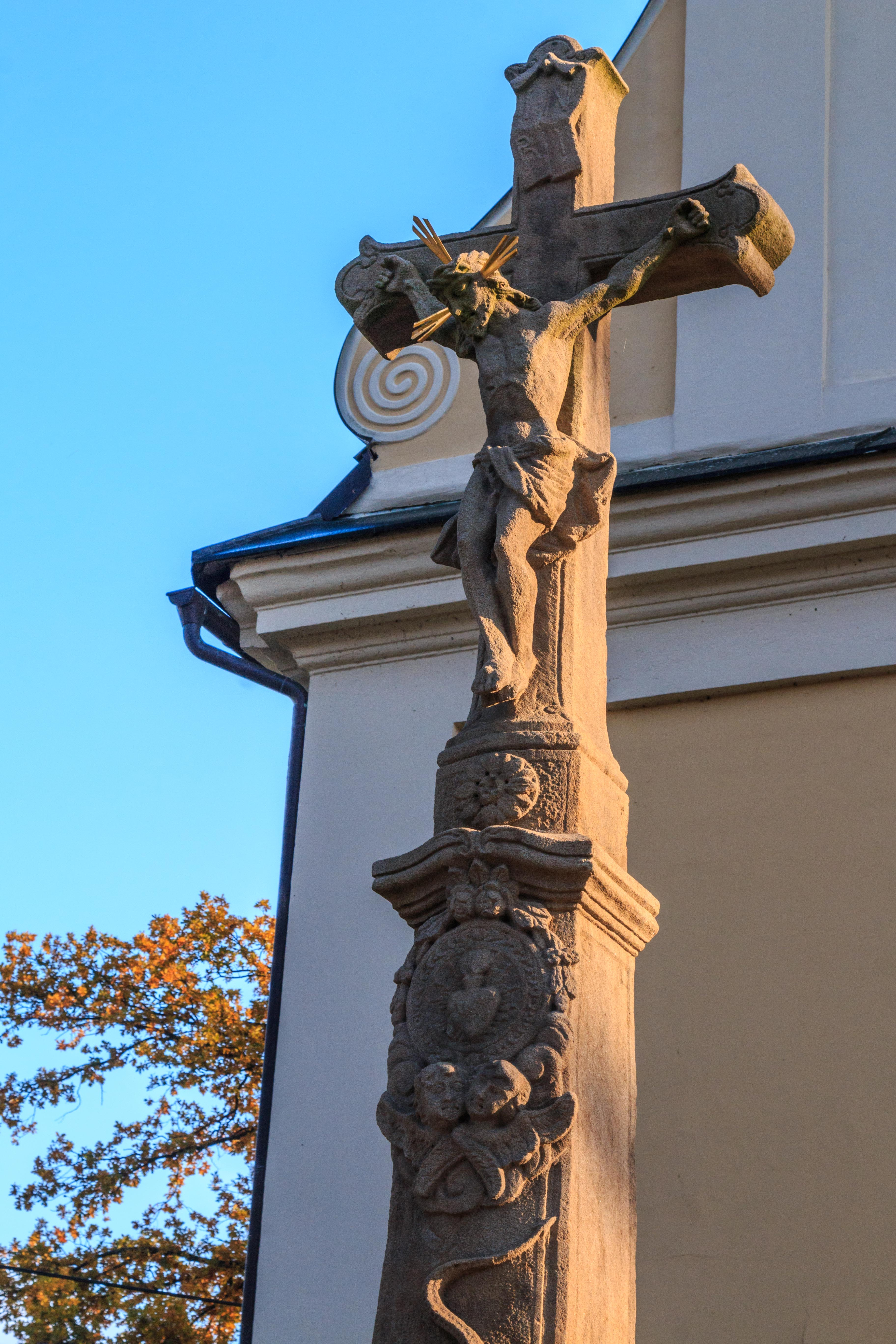
detail krucifixu v roce 2019